# Сареццо
Саре́ццо (итал. Sarezzo, ломб. Sarès [saˈrɛs], местн. [haˈrɛh]) — город и коммуна в Италии, располагается в провинции Брешиа области Ломбардия.
Население составляет 12 380 человек (на 2004 г.), плотность населения — 683 чел./км². Занимает площадь 17 км². Почтовый индекс — 25060. Телефонный код — 030.
Покровителем населённого пункта считается св. Фаустин. Праздник ежегодно отмечается 15 февраля.

## Города-побратимы
- Обераслак, Франция